# NGC 5646
NGC 5646 (również PGC 51779 lub UGC 9312) – galaktyka spiralna z poprzeczką (SBb), znajdująca się w gwiazdozbiorze Wolarza. Odkrył ją Édouard Jean-Marie Stephan 29 kwietnia 1881 roku. Jest to galaktyka z aktywnym jądrem typu LINER.